# 道草
道草（みちくさ）とは、目的の所へたどりつく途中で、他のことにかかわって時間を費やすこと。「道くさ」とも書く。また、「寄り道（よりみち）」ともいう。
「道草」という表現は、慣用句の「道草を食う」と関連がある。道草とはもともとは道端の草のこと。

## 概説
環境心理学、環境行動論を専門とする水月昭道が道くさについて研究しており、8年ほどフィールドワークによって実証的に観察データをとり、それを研究成果としてまとめあげ2006年に刊行した。それにより判明したことは、大人が主張する上記のような通念や固定観念というのは、事実に反しており、実際には道草にはさまざまな価値・効用があるということであり、道草は子供の精神の成長や子供の社会化に役に立っている、ということである。
2007年（平成19年）4月に横浜で行われた《こども環境学会》の大会では、特別シンポジウムのテーマとして「道草のできるまちづくり」が選ばれた。
日本では（高度成長期などに）大人の都合しか視野に入れず、自動車優先の、子供たちが遊ぶこともできないような、殺伐とした道路で構成された街ばかりが作られてしまったが、子供たちの健全な成長を考えれば、子供も安心して道草ができる街づくりがなされているほうが望ましい、と考えられるようになっている。
同志社小学校では「道草教育」の方針のもと、自ら答えを導き出し、答えに至る過程や思考のプロセスを大事にした、内面を育てる教育を重視している。児童たちはこの方針のもと、自分たちの興味を引く様々なことをテーマに、様々な形での学びを経験してそれを人に伝え、さらに学んだことを未来につなげて行くことの重要さを知る。